# Al'keevskij rajon
L'Al'keevskij rajon (in russo  Алькеевский район?, in tataro: Әлки́ районы́) è un municipal'nyj rajon della Repubblica Autonoma del Tatarstan, in Russia. Istituito il 10 agosto 1930, occupa una superficie di 1 726,76 chilometri quadrati, conta 18 481 abitanti ed è suddiviso in 21 comuni rurali. Il capoluogo è il villaggio di Bazarnye Mataki. Il maggior fiume del distretto è il Malyj Čeremšan.